# Nationalstraße 221 (China)
Die Nationalstraße 221 (chinesisch 221国道, Pinyin 221 Guódào, englisch China National Highway 221), chin. Abk. G221, ist eine 668 km< lange, in Nordost-Südwest-Richtung verlaufende Fernstraße im Nordosten Chinas in der Provinz Heilongjiang. Sie führt von der Provinzhauptstadt Harbin über Fangzheng, Jiamusi, Huachuan und Fujin nach Tongjiang am Amur, der Grenze zu Russland.